# يولا داليروب
يولا داليروب (بالدنماركية: Ulla Dahlerup)‏ (مواليد 1942)، صحفية دنماركية وكاتبة وناشطة في حقوق المرأة. كانت واحدة من أبرز الأعضاء في حركة الجورب الأحمر الدنماركية في مطلع السبعينيات، وهو حدث استخدمته كأساس لروايتها «الأخوات» عام 1979. في الفترة الأخيرة، أقامت حملة انتخابية لصالح حزب الشعب الدنماركي.

## سيرتها
ولدت داليروب في 21 آذار/ مارس لعام 1942 في مدرسة تيستراب الشعبية الثانوية جنوب آرهوس حيث كان والدها مدير الثانوية ووالدتها إيلين هوجبرو ابيل معلمة فيها، جنبًا إلى جنب مع أخواتها المؤرخة الأدبية بيل (مواليد 1939) ودرود الباحثة في حقوق المرأة (مواليد 1945).
عندما بلغت السابعة من العمر، تطلق والداها وانتقل الأولاد للعيش مع أمهم في أليرود. وبالرغم من اهتمامها الذي لم ينقطع بالمدارس الشعبية، لم يتم قبول داليروب كطالبة فيها، وإنما أُرسلت عامًا إلى سويسرا بعد إتمامها التعليم الثانوي. عملت فيما بعد في عدد من الأعمال غير المتطلبة للخبرة قبل أن تصبح صحفية مستقلة ومترجمة وكاتبة.
بعد نشرها لروايتين غير ناجحتين في مطلع الستينيات، حازت داليروب على جائزة نقدية إزاء كتابها «مزرعة سانكت يورغن» وهي مجموعة قصص قصيرة نُشرت عام 1969. في 1963، عُرفت واشتهرت بعد أن اقترحت في برنامج تلفزيوني أنه يجب السماح لجميع الفتيات المراهقات بامتلاك عازل أنثوي بهدف منع الحمل حتى دون موافقة أهلهم، وحتى هذا التاريخ لم تُصدر أو تُصرف العوازل الأنثوية حتى بلوغ 18 سنة، وكنتيجة ما يقارب 20000 عملية إجهاض غير قانونية كانت تُجرى بشكل غير قانوني.
في عام 1970، عادت إلى الأضواء بعد مشاركتها في منظمة «الفرد والمجتمع» النسوية وفي حركة الجورب الأحمر الدنماركية، وبشكل خاص عندما اجتمعت مع 25 امرأة أخرى على رفض دفع أكثر من 80% من أجرة الحافلة استنادًا إلى أن رواتب النساء حينها كانت تبلغ 80% فقط من راتب الرجل. في عام 1979، قطعت علاقتها مع الحركة النسوية استنادًا إلى أنها كانت ماركسية للغاية.
وبدءًا عن عام 2000 تقريبًا، أدلت داليروب بإفادات مثيرة للجدل حول موضوع المهاجرين واللاجئين. عام 2004، كانت داليروب مرشحة حزب الشعب الدنماركي في البرلمان الأوروبي.